# Abatia
Abatia (sin. Raleighia Gardner) es un género con nueve especies de árboles, natural de Centroamérica y Sudamérica dentro de la familia Salicaceae (según la clasificación del sistema APG II). Previamente se encontraba en la familia Flacourtiaceae, o en la tribu Abatieae de la familia Passifloraceae (Lemke 1988) o Samydaceae por G. Bentham & J.D. Hooker y Hutchinson.
Son árboles de hojas opuestas con pequeñas estípulas y glándulas marginales en la base de las hojas.
Los frutos de la cuma cuma, galgatama o taucca taucca (Abatia rugosa Ruiz & Pav.) son una fuente de tinte negro en Perú.

## Especies
- Abatia americana Eichl.
- Abatia angeliana Alford
- Abatia microphylla Taub.
- Abatia parviflora Ruiz & Pav. - Duraznillo de Nueva Granada.[2] Costa Rica; Colombia; Ecuador; Perú.
- Abatia rugosa Ruiz & Pav.
- Abatia tomentosa Mart. ex Eichl.